# Vyšný Skálnik
Vyšný Skálnik – wieś (obec) na Słowacji położona w kraju bańskobystrzyckim, w powiecie Rymawska Sobota. Pierwsze wzmianki o miejscowości pochodzą z roku 1334. 
Według danych z dnia 31 grudnia 2012, wieś zamieszkiwało 151 osób, w tym 74 kobiety i 77 mężczyzn.
W 2001 roku pod względem narodowości i przynależności etnicznej 99,32% mieszkańców stanowili Słowacy, a 0,68% Węgrzy.
Ze względu na wyznawaną religię struktura mieszkańców kształtowała się w 2001 roku następująco:
- Katolicy rzymscy – 71,23%
- Ewangelicy – 15,07%
- Ateiści – 8,22%
- Nie podano – 3,42%